# Драгонс де л'Уеме
Спортивна асоціація «Драгонс де л'Уеме» або просто «Драгонс де л'Уеме» (фр. Association Sportive Dragons FC de l'Ouémé)  — бенінський футбольний клуб з міста Порто-Ново, який виступає в Прем'єр-лізі Беніну.

## Історія
Заснований у столиці країни, місті Порто-Ново. Дванадцятиразовий переможець Прем'єр-ліги Беніну. Найбільшим успіхом столичного клубу в континентальних змаганнях став вихід до півфіналу Кубку володарів КАФ (де бенінський колектив поступився клубу «Гор Магія»), проте загалом на міжнародній арені клуб виступає невдало. 

## Досягнення
- Прем'єр-ліга Беніну
  -  Чемпіон (12): 1978, 1979, 1982, 1983, 1986, 1989, 1993, 1994, 1998, 1999, 2002, 2003

- Кубок Беніну
  -  Володар (6): 1984, 1985, 1986, 1990, 2006, 2011
  -  Фіналіст (4): 1992, 1998, 2001, 2012

- Кубок незалежності Беніну
  -  Володар (1): 2000

- Кубок володарів кубків КАФ
  - 1/2 фіналу (1): 1987

## Стадіон
Домашні матчі проводить на стадіоні «Стад де Шарль Голле» у Порто-Ново, який вміщує 16 872 глядачі.

## Статистика виступів на континентальних турнірах

### Ліга чемпіонів КАФ
| Сезон | Раунд      | Клуб                    | Вдома | На виїзді | Загалом    |
| ----- | ---------- | ----------------------- | ----- | --------- | ---------- |
| 1999  | Попередній | УСФА (Уагадугу)         | 1-0   | 0-2       | 1-2        |
| 2000  | Попередній | «Гамбія Портс Ауториті» | 2-0   | 1-1       | 3-1        |
| 2000  | 1          | «Раджа» (Касабланка)    | 2-2   | 1-3       | 3-5        |
| 2003  | Попередній | «Валлідан»              | 0-0   | 0-1       | 0-1        |
| 2004  | Попередній | «АС Дуан де Ломе»       | 1-1   | 0-0       | 1-1 (в.г.) |

### Кубок африканських чемпіонів
| Сезон | Раунд      | Клуб                    | Вдома   | На виїзді | Загалом |
| ----- | ---------- | ----------------------- | ------- | --------- | ------- |
| 1979  | 1          | Африка Спортс Насьональ | 0-2     | 1-3       | 1-5     |
| 1980  | 1          | «МК Алжир»              | 0-0     | 0-3       | 0-3     |
| 1983  | 1          | «Канон Яунде»           | 1-0     | 0-2       | 1-2     |
| 1984  | Попередній | «УС Уагадугу»           | 3-1     | 2-0       | 5-1     |
| 1984  | 1          | Реал (Бамако)           | 2-0     | 2-2       | 4-2     |
| 1984  | 2          | МАС (Фес)               | 1-0     | 0-3       | 1-3     |
| 1990  | Попередні  | «Міті Баролл»           | 0-0     | 0-3       | 0-3     |
| 1994  | 1          | РК Баффусам             | дискв.1 | дискв.1   | дискв.1 |
| 1995  | 1          | УС Шауя                 | т.п.2   | т.п.2     | т.п.2   |

1- Команди Беніну були дискваліфіковані через те, що їх федерація футболу мала борги перед КАФ.

2- Драгонс де л'Уеме знявся зі змагань.

### Кубок конфедерації КАФ
| Сезон | Раунд      | Клуб                     | Вдома | На виїзді | Загалом |
| ----- | ---------- | ------------------------ | ----- | --------- | ------- |
| 2007  | Попередній | «Квара Юнайтед»          | 0-1   | 0-2       | 0-3     |
| 2012  | Попередній | «Етуаль Філант Уагадугу» | 1-0   | 0-2       | 1-2     |

### Кубок володарів кубків КАФ
| Сезон | Раунд      | Клуб                      | Вдома | На виїзді | Загалом        |
| ----- | ---------- | ------------------------- | ----- | --------- | -------------- |
| 1985  | Попередній | «Атлетіко» (Малабо)       | 8-0   | 2-1       | 10-1           |
| 1985  | 1          | КС Імана                  | 3-1   | 0-1       | 3-2            |
| 1985  | 2          | Діеап ді Нкам             | 1-0   | 1-2       | 2-2 (в.г.)     |
| 1985  | 1/4 фіналу | Аль-Аглі                  | 1-1   | 0-4       | 1-4            |
| 1986  | 1          | «Абіола Бейбс»            | 2-0   | -         | дискв.1        |
| 1987  | 1          | «Олімпік Каканде»         | 4-1   | 3-0       | 7-1            |
| 1987  | 2          | УСМ (Лібревіль)           | 1-0   | 0-1       | 1-1 (4-2 пен.) |
| 1987  | 1/4 фіналу | Вітал'О                   | 2-0   | 0-1       | 2-1            |
| 1987  | 1/2 фіналу | «Гор Магія»               | 0-0   | 2-3       | 2-3            |
| 1988  | 1          | АСК Буаке                 | т.п.2 | т.п.2     | т.п.2          |
| 1991  | 1          | «БСС Лайонс»              | 2-0   | 0-3       | 2-3            |
| 1993  | 1          | «Олімпік» (Ніамей)        | 4-0   | 2-2       | 6-2            |
| 1993  | 2          | «Кабілія»                 | 3-0   | 0-4       | 3-4            |
| 1998  | Попередній | «Жазель»                  | 4-1   | 2-2       | 6-3            |
| 1998  | 1          | «БСС Лайонс»              | 3-0   | 0-3       | 3-3 (4-3 пен.) |
| 1998  | 2          | «Африка Спортс Насьональ» | 1-3   | 0-3       | 1-6            |

1- Драгонс де л'Уеме дискваліфікований за використання незареєстрованого гравця.

2- Драгонс де л'Уеме знявся з турніру.

### Кубок КАФ
| Сезон | Раунд      | Клуб                  | Вдома   | На виїзді | Загалом        |
| ----- | ---------- | --------------------- | ------- | --------- | -------------- |
| 1992  | 1          | «Реал Тамале Юнайтед» | 1-0     | 0-1       | 1-1 (6-5 пен.) |
| 1992  | 2          | АСМО (Лібревіль)      | 0-0     | 0-3       | 0-3            |
| 1996  | 1          | «СО Армі»             | 0-1     | 0-2       | 0-3            |
| 1997  | Попередній | «АСКО Кара»           | дискв.1 | дискв.1   | дискв.1        |

1- «Драгонс де л'Уеме» дискваліфікований за використання невчасно заявленого гравця.

## Відомі гравці
- Абеді Пеле
- Пітер Руфаї